# SM그룹
SM그룹은 대한민국의 대기업 집단이다. 2023년 4월 기준, SM그룹은 재계 25위의 상호출자제한기업집단(대기업)이다.
SM은 삼라 마이더스의 약자이다. 창업자는 우오현 회장으로, SM그룹은 우 회장이 1988년 광주광역시에서 창업한 삼라건설을 모태로 한다.
IMF 외환 위기 이후 매물로 나온 대한해운, 대한상선 등 해운사와 우방산업, 우방, 동아건설, 삼환기업, 경남기업 등의 건설사와 벡셀, 경남모직, 남선알미늄 제조사 등의 기업을 2000년부터 공격적으로 인수합병하여 성장하였다.
SM엔터테인먼트와는 관련이 없다.

## 연혁
- 1988년 1월: (주)삼라건설 설립
- 1999년 8월: 삼라마이다스 브랜드 런칭
- 2004년 6월: 진덕산업(주) 인수
- 2005년 1월: (주)조양 인수
- 2005년 12월: 벡셀 인수
- 2007년 2월: 남선알미늄 인수
- 2008년 2월: ㈜티케이케미칼 인수
- 2010년 12월: ㈜우방 인수
- 2011년 6월 3일: 하이플러스카드 인수
- 2011년 10월: ㈜신창건설 인수
- 2012년: 우방아이유쉘 브랜드 런칭
- 2013년: 대한해운 인수
- 2016년: 동아건설산업 인수
- 2017년 12월: 경남기업 인수
- 2018년 5월: 삼환기업㈜ 인수
- 2020년 8월: 그룹 홈페이지 개설
- 2022년: STX건설(주) 인수
- 2023년: 국일제지[1], 엘아이에스[2] 인수
- 2024년: 에이치엔아이엔씨(HN Inc. 구 현대BS&C) 인수[3]

## 계열사
SM그룹 계열사로는 다음 등이 있다.
- 건설부문(SM경남기업, SM우방, SM삼환기업, SM스틸 건설부문, SM동아건설산업, SM삼라, STX건설, SM상선 건설부문)
- 제조부문(남선알미늄, 티케이케미칼, SM벡셀, SM스틸, SM인더스트리, SM중공업, SM화진)
- 해운부문(대한해운, 대한상선, SM상선, KLCSM)
- 서비스·레저부문(하이플러스카드, 호텔 탑스텐, 탑스텐빌라드애월제주, 탑스텐리조트 동강시스타, 옥스필드CC, 애플CC)
- 미디어·서비스부문(울산방송, 하이플러스카드, SM신용정보, SM삼환기업 화장품사업부문, 이코사주류, 바로코사, SM글로벌유통, 신촌역사)